# جامعة الخليج العربي
جامعة الخليج العربي هي جامعة حكومية خليجية تأسست في 30 مارس 1980، وتقع في مدينة المنامة في مملكة البحرين. وهي جامعة مُعتمدة من وزارة التربية البحرينية وتُدار من قبل دول مجلس التعاون الخليجي، وهي عضو كذلك في اتحاد جامعات العالم الإسلامي
يرأس الجامعة الدكتور خالد العوهلي (من المملكة العربية السعودية)؛ خلفًا للرئيسة السابقة رفيعة غباش (من الإمارات العربية المتحدة)، حيثُ تنص القوانين على اختيار رئيس من إحدى دول الخليج ليشغل منصب الرئيس لدورة واحدة وهي أربع سنوات.
تقوم جامعة الخليج بنشر الأبحاث التي تقوم بها في مجال العلوم الطبية والتطبيقية وتطلق عليها اسم مجلة الخليج العربي للبحوث العلمية. تمتلك جامعة الخليج العربي شهادة براءة اكتشاف ببتيد (ISRAA) والذي له علاقة في مقاومة الجسم لمرض متلازمة العوز المناعي المكتسب بقيادة البروفيسور معز عمر بخيت.
تحتل الجامعة المركز 411 عالمياً، والمركز 44 عربياً؛ حسب تصنيف TopUniversities عام 2018. وفي تصنيف EduRank احتلت الجامعة المركز 5372 عالمياً (من أصل 14178 مؤسسة تعليمية)، والمركز 2541 آسيوياً (من أصل 5833 مؤسسة تعليمية)، والثاني محلياً في البحرين (من أصل 13 مؤسسة تعليمية).

## التاريخ
تأسس مفهوم الجامعة عقب الاجتماع الرابع للاتفاقية العامة للتعليم العربي لدول الخليج العربي في عام 1979. تعود فكرة إنشاء الجامعة بعد أن أطلق المؤتمر العام لمكتب التربية العربي لدول الخليج في دورته الرابعة المعقودة في 3-4 أبريل 1979 قرار بإنشاء جامعة الخليج العربي.
الرئيس الحالي لجامعة الخليج العربي هو خالد العوهلي ونائب الرئيس الحالي هو الدكتور خالد طبارة.

## الكليات
تتكون جامعة الخليج العربي من كليتين ومعهد:
- كلية الطب والعلوم الطبية
- كلية الدراسات العليا
- المعهد العربي الفرنسي لإدارة الأعمال (FABS)

### كلية الطب والعلوم الطبية
اتخذ قرار إنشاء كلية الطب والعلوم الطبية في 30 مارس 1980 من قبل المجلس العام لوزراء التربية والتعليم في دول مجلس التعاون الخليجي. وردت أول دفعة من الطلاب عندما اعترف 37 طالباً في برنامج ما قبل الطب في أكتوبر عام 1982. وقد تخرجت الدفعة الأولى خلال العام الدراسي من 1989-1990. تخرج الجامعة سنوياً ما يصل إلى 120-140 طالب من مختلف أنحاء دول مجلس التعاون الخليجي. في عام 2009 كان هناك ما يقرب من 797 طالب وطالبة يدرسون في الجامعة. منذ عام 1982 فاق عدد الطالبات الإناث الطلاب الذكور بنسبة 41:12.
الكلية تتبع منهج التعلم القائم على مشكلة حيث يتم تنفيذ التعليم والتعلم من خلال عملية النظام المتكامل الذي يستند على أعضاء هيئة التدريس بوصفهم الميسرين لمجموعات صغيرة من الطلاب.
برنامج الطب متاح خلال 6 سنوات مما يؤدي إلى التأهيل إلى وظيفة دكتور في الطب وينقسم البرنامج إلى ثلاث مراحل:
- مرحلة العلوم الأساسية وهي السنة الأولى.
- مرحلة العلوم الطبية التي تشمل السنوات الثانية والثالثة والرابعة.
- المرحلة السريرية التي تشمل السنتين الخامسة والسادسة.

تقدم الجامعة العديد من البرامج التدريبية وهي:
- الدكتوراة في الطب الجزيئي.
- الدبلوم والماجستير في التخصصات التالية:
- الطب المخبري.
- تعليم المهن الصحية.
- سياسة الصحية والدراسات السكانية.

### كلية الدراسات العليا
أنشئت كلية الدراسات العليا في عام 1994 نتيجة لاندماج بين كلية العلوم التطبيقية وكلية التربية. الكلية تركز في المقام الأول على التدريب والتعليم الخاص والتكنولوجيا فضلا عن الدراسات الفنية. بما في ذلك الكليات السابقة فقد تخرج أكثر من 500 طالب من الكلية منذ عام 1988.
تقدم الجامعة العديد من البرامج التدريبية وهي:
- الماجستير والدكتوراة في برنامج تعليم الموهوبين.
- الدبلوم والماجستير في التخصصات التالية:
  - الصحراء القاحلة وعلوم الأرض والذي يتضمن الهيدرولوجيا وإدارة موارد المياه الجوفية وتقنيات الزراعة المائية والزراعية والعلوم البيئية والموارد الطبيعية ونظم المعلومات الجغرافية والاستشعار عن بعد.
  - التكنولوجيا الحيوية والتي تشمل التطبيقات الطبية والزراعية والبيئية.
  - الإدارة الفنية.
  - الإدارة البيئية.
  - برنامج الإعاقة العقلية والتوحد.
  - برنامج تعلم الإعاقة.

### المعهد العربي الفرنسي لإدارة الأعمال (FABS)
أنشئ المعهد العربي الفرنسي لإدارة الأعمال (فابس) في عام 2007 نتيجة لاتفاقية بين جامعة الخليج العربي ووزارة الخارجية الفرنسية، المعهد يدير برامج إدارة الأعمال بالشراكة مع جامعة ايسك لادارة الأعمال الفرنسية التي تعد أولى جامعات إدارة الأعمال في فرنسا وكذلك من أفضل جامعات إدارة الأعمال في أوروبا،
المعهد يوفر برنامج ماجستير إدارة الأعمال باللغة الإنجليزية.

## الحرم الجامعي
يقع الحرم الجامعي في المنامة عاصمة البحرين وبالتحديد يقع داخل مجمع السلمانية الطبي جنبا إلى جنب مع كلية العلوم الصحية ومستشفى السلمانية. في يناير 2011 أعلنت مجموعة سليمان الحبيب الطبية عن إنشاء وإدارة المركز الطبي.
كما تستضيف جامعة الخليج العربي كلية إدارة الأعمال الفرنسية العربية التي أنشئت في عام 2007.

## البحوث
تنشر جامعة الخليج العربي أبحاث أصلية في مجال العلوم البحتة والتطبيقية في مجلتها الخليج العربي للبحوث العلمية. جنبا إلى جنب مع البروفيسور معز بخيت فإن جامعة الخليج العربي تمتلك حقوق براءة الاختراع ببتيد الذي تم تصميمه لمساعدة نظام المناعة في مكافحة الإيدز والأمراض الأخرى.

## الخريجون
- الجدول التالي هو بيان احصائي بأعداد الخريجين بكلية الطب والعلوم الطبية وكلية الدراسات العليا والمعهد العربي الفرنسي من العام الجامعي 1986–1987 إلى ديسمبر 2020، وقد نشرت البيانات على موقع الجامعة الرسمي في 6 أبريل 2021.[22]

### كلية الطب والعلوم الطبية
| الكلية              | البرامج والأقسام                   | نوع الشهادة | الدول    | الدول    | الدول   | الدول   | الدول  | الدول  | الدول    | الدول    | الدول | الدول | الدول | الدول | الدول      | الدول      | المجموع | المجموع | المجموع |
| الكلية              | البرامج والأقسام                   | نوع الشهادة | الإمارات | الإمارات | البحرين | البحرين | الكويت | الكويت | السعودية | السعودية | عمان  | عمان  | قطر   | قطر   | عربية أخرى | عربية أخرى | المجموع | المجموع | المجموع |
| الكلية              | البرامج والأقسام                   | نوع الشهادة | ذكور     | إناث     | ذكور    | إناث    | ذكور   | إناث   | ذكور     | إناث     | ذكور  | إناث  | ذكور  | إناث  | ذكور       | إناث       | ذكور    | إناث    | الكلي   |
| ------------------- | ---------------------------------- | ----------- | -------- | -------- | ------- | ------- | ------ | ------ | -------- | -------- | ----- | ----- | ----- | ----- | ---------- | ---------- | ------- | ------- | ------- |
| الطب والعلوم الطبية | بكالوريوس علوم طبية                | بكالوريوس   | 1        | 4        | 3       | 1       | 0      | 0      | 3        | 1        | 0     | 2     | 0     | 1     | 0          | 0          | 7       | 9       | 16      |
| الطب والعلوم الطبية | دكتور في الطب                      | ماجستير     | 10       | 116      | 295     | 608     | 223    | 383    | 305      | 372      | 39    | 132   | 29    | 152   | 22         | 27         | 923     | 1790    | 2713    |
| الطب والعلوم الطبية | التعليم الطبي                      | دبلوم       | 1        | 1        | 5       | 5       | 0      | 1      | 0        | 0        | 0     | 0     | 0     | 0     | 0          | 0          | 6       | 7       | 13      |
| الطب والعلوم الطبية | التعليم الطبي                      | ماجستير     | 0        | 0        | 2       | 19      | 1      | 4      | 5        | 10       | 0     | 0     | 0     | 3     | 1          | 0          | 9       | 36      | 45      |
| الطب والعلوم الطبية | طب المختبرات                       | دبلوم       | 0        | 0        | 0       | 0       | 0      | 2      | 1        | 1        | 0     | 0     | 0     | 0     | 0          | 0          | 1       | 3       | 4       |
| الطب والعلوم الطبية | طب المختبرات                       | ماجستير     | 1        | 3        | 3       | 14      | 1      | 10     | 4        | 12       | 0     | 0     | 0     | 0     | 5          | 0          | 14      | 39      | 53      |
| الطب والعلوم الطبية | السياسات الصحية والدراسات السكانية | دبلوم       | 0        | 0        | 0       | 3       | 1      | 0      | 0        | 0        | 0     | 0     | 0     | 0     | 0          | 0          | 1       | 3       | 4       |
| الطب والعلوم الطبية | السياسات الصحية والدراسات السكانية | ماجستير     | 0        | 0        | 2       | 14      | 0      | 1      | 0        | 0        | 0     | 0     | 0     | 0     | 1          | 0          | 3       | 15      | 18      |
| الطب والعلوم الطبية | الطب الشخصي                        | ماجستير     | 0        | 0        | 0       | 1       | 0      | 0      | 0        | 0        | 0     | 0     | 0     | 0     | 0          | 0          | 0       | 1       | 1       |
| الطب والعلوم الطبية | الطب الجزيئي                       | الدكتوراة   | 0        | 1        | 0       | 6       | 1      | 1      | 8        | 0        | 0     | 0     | 0     | 0     | 2          | 2          | 4       | 27      | 31      |
| الطب والعلوم الطبية | المجموع                            | المجموع     | 13       | 125      | 310     | 671     | 227    | 411    | 319      | 404      | 39    | 134   | 29    | 156   | 31         | 29         | 968     | 1930    | 2898    |

### كلية الدراسات العليا
| الكلية               | البرامج والأقسام                 | نوع الشهادة | الدول    | الدول    | الدول   | الدول   | الدول  | الدول  | الدول    | الدول    | الدول | الدول | الدول | الدول | الدول      | الدول      | المجموع | المجموع | المجموع |
| الكلية               | البرامج والأقسام                 | نوع الشهادة | الإمارات | الإمارات | البحرين | البحرين | الكويت | الكويت | السعودية | السعودية | عمان  | عمان  | قطر   | قطر   | عربية أخرى | عربية أخرى | المجموع | المجموع | المجموع |
| الكلية               | البرامج والأقسام                 | نوع الشهادة | ذكور     | إناث     | ذكور    | إناث    | ذكور   | إناث   | ذكور     | إناث     | ذكور  | إناث  | ذكور  | إناث  | ذكور       | إناث       | ذكور    | إناث    | الكلي   |
| -------------------- | -------------------------------- | ----------- | -------- | -------- | ------- | ------- | ------ | ------ | -------- | -------- | ----- | ----- | ----- | ----- | ---------- | ---------- | ------- | ------- | ------- |
| كلية الدراسات العليا | علوم البيئة والموارد الطبيعية    | دبلوم       | 1        | 0        | 3       | 2       | 4      | 0      | 6        | 1        | 0     | 0     | 0     | 0     | 0          | 0          | 14      | 3       | 17      |
| كلية الدراسات العليا | علوم البيئة والموارد الطبيعية    | ماجستير     | 1        | 0        | 22      | 17      | 53     | 39     | 30       | 5        | 15    | 0     | 6     | 3     | 1          | 0          | 128     | 64      | 192     |
| كلية الدراسات العليا | علوم البيئة والموارد الطبيعية    | الدكتوراة   | 0        | 0        | 0       | 0       | 1      | 4      | 0        | 0        | 0     | 0     | 0     | 0     | 0          | 0          | 1       | 4       | 5       |
| كلية الدراسات العليا | علوم الحياة                      | دبلوم       | 0        | 0        | 0       | 0       | 0      | 2      | 1        | 0        | 0     | 0     | 0     | 0     | 0          | 0          | 1       | 2       | 3       |
| كلية الدراسات العليا | علوم الحياة                      | ماجستير     | 0        | 0        | 7       | 16      | 6      | 15     | 13       | 30       | 1     | 0     | 0     | 4     | 3          | 2          | 30      | 67      | 97      |
| كلية الدراسات العليا | علوم الحياة                      | الدكتوراة   | 0        | 0        | 0       | 1       | 0      | 1      | 0        | 0        | 0     | 0     | 0     | 0     | 0          | 0          | 0       | 2       | 2       |
| كلية الدراسات العليا | إدارة الإبتكار والتقنية          | دبلوم       | 0        | 0        | 3       | 0       | 9      | 2      | 4        | 1        | 0     | 0     | 0     | 0     | 0          | 0          | 16      | 3       | 19      |
| كلية الدراسات العليا | إدارة الإبتكار والتقنية          | ماجستير     | 0        | 0        | 28      | 19      | 71     | 30     | 43       | 20       | 1     | 0     | 4     | 0     | 1          | 1          | 148     | 70      | 218     |
| كلية الدراسات العليا | إدارة الإبتكار والتقنية          | الدكتوراة   | 0        | 0        | 1       | 2       | 0      | 1      | 0        | 2        | 0     | 0     | 0     | 0     | 0          | 0          | 1       | 5       | 6       |
| كلية الدراسات العليا | إدارة الإبتكار والتقنية          | ماجستير     | 0        | 1        | 0       | 9       | 8      | 3      | 0        | 5        | 4     | 1     | 0     | 0     | 1          | 0          | 13      | 19      | 32      |
| كلية الدراسات العليا | صعوبات التعلم والإعاقات النمائية | دبلوم       | 0        | 1        | 21      | 60      | 6      | 8      | 3        | 4        | 0     | 0     | 0     | 0     | 1          | 1          | 31      | 74      | 105     |
| كلية الدراسات العليا | صعوبات التعلم والإعاقات النمائية | ماجستير     | 0        | 4        | 11      | 40      | 76     | 153    | 31       | 52       | 0     | 7     | 0     | 6     | 0          | 2          | 118     | 264     | 382     |
| كلية الدراسات العليا | تربية الموهوبين                  | دبلوم       | 1        | 1        | 4       | 31      | 5      | 7      | 3        | 2        | 0     | 0     | 0     | 0     | 0          | 0          | 13      | 41      | 54      |
| كلية الدراسات العليا | تربية الموهوبين                  | ماجستير     | 1        | 8        | 10      | 48      | 106    | 108    | 17       | 30       | 2     | 1     | 1     | 2     | 0          | 0          | 137     | 197     | 334     |
| كلية الدراسات العليا | تربية الموهوبين                  | الدكتوراة   | 0        | 1        | 3       | 12      | 12     | 40     | 5        | 2        | 0     | 2     | 0     | 0     | 0          | 1          | 20      | 58      | 78      |
| كلية الدراسات العليا | التعلم عن بعد                    | دبلوم       | 0        | 0        | 0       | 4       | 0      | 1      | 1        | 1        | 0     | 0     | 0     | 0     | 1          | 0          | 2       | 6       | 8       |
| كلية الدراسات العليا | التعلم عن بعد                    | ماجستير     | 0        | 0        | 5       | 22      | 68     | 56     | 3        | 43       | 0     | 1     | 0     | 0     | 2          | 0          | 78      | 122     | 200     |
| كلية الدراسات العليا | المجموع                          | المجموع     | 4        | 16       | 118     | 283     | 425    | 470    | 160      | 198      | 23    | 12    | 11    | 15    | 10         | 7          | 751     | 1001    | 1752    |

### المعهد العربي الفرنسي
| الكلية                | الدول    | الدول    | الدول   | الدول   | الدول  | الدول  | الدول    | الدول    | الدول | الدول | الدول | الدول | الدول      | الدول      | المجموع | المجموع | المجموع |
| الكلية                | الإمارات | الإمارات | البحرين | البحرين | الكويت | الكويت | السعودية | السعودية | عمان  | عمان  | قطر   | قطر   | عربية أخرى | عربية أخرى | المجموع | المجموع | المجموع |
| الكلية                | ذكور     | إناث     | ذكور    | إناث    | ذكور   | إناث   | ذكور     | إناث     | ذكور  | إناث  | ذكور  | إناث  | ذكور       | إناث       | ذكور    | إناث    | الكلي   |
| --------------------- | -------- | -------- | ------- | ------- | ------ | ------ | -------- | -------- | ----- | ----- | ----- | ----- | ---------- | ---------- | ------- | ------- | ------- |
| المعهد العربي الفرنسي | 0        | 0        | 57      | 25      | 26     | 24     | 13       | 7        | 0     | 0     | 0     | 0     | 1          | 1          | 97      | 57      | 154     |

### إجمالي الخريجين
| الكلية                   | الدول    | الدول    | الدول    | الدول   | الدول   | الدول   | الدول  | الدول  | الدول  | الدول    | الدول    | الدول    | الدول | الدول | الدول | الدول | الدول | الدول | الدول      | الدول      | الدول      | المجموع | المجموع | المجموع |
| الكلية                   | الإمارات | الإمارات | الإمارات | البحرين | البحرين | البحرين | الكويت | الكويت | الكويت | السعودية | السعودية | السعودية | عمان  | عمان  | عمان  | قطر   | قطر   | قطر   | عربية أخرى | عربية أخرى | عربية أخرى | المجموع | المجموع | المجموع |
| الكلية                   | ذكور     | إناث     | الكلي    | ذكور    | إناث    | الكلي   | ذكور   | إناث   | الكلي  | ذكور     | إناث     | الكلي    | ذكور  | إناث  | الكلي | ذكور  | إناث  | الكلي | ذكور       | إناث       | الكلي      | ذكور    | إناث    | الكلي   |
| ------------------------ | -------- | -------- | -------- | ------- | ------- | ------- | ------ | ------ | ------ | -------- | -------- | -------- | ----- | ----- | ----- | ----- | ----- | ----- | ---------- | ---------- | ---------- | ------- | ------- | ------- |
| كلية الطب والعلوم الطبية | 13       | 125      | 138      | 310     | 671     | 981     | 227    | 411    | 638    | 319      | 404      | 723      | 39    | 134   | 173   | 29    | 156   | 185   | 31         | 29         | 60         | 968     | 1930    | 2898    |
| كلية الدراسات العليا     | 4        | 16       | 20       | 118     | 283     | 401     | 425    | 470    | 895    | 160      | 198      | 358      | 23    | 12    | 35    | 11    | 15    | 26    | 10         | 7          | 17         | 751     | 1001    | 1752    |
| المعهد الفرنسي           | 0        | 0        | 0        | 57      | 25      | 82      | 26     | 24     | 50     | 13       | 7        | 20       | 0     | 0     | 0     | 0     | 0     | 0     | 1          | 1          | 2          | 97      | 57      | 154     |
| المجموع الكلي            | 17       | 141      | 158      | 485     | 979     | 1464    | 678    | 905    | 1583   | 492      | 609      | 1101     | 62    | 146   | 208   | 40    | 171   | 211   | 42         | 37         | 79         | 1816    | 2988    | 4804    |

## وصلات خارجية
- الموقع الرسمي
- معلومات عن الجامعة